# シュナーベルヴァイト - バイロイト線
シュナーベルヴァイト - バイロイト線（ドイツ語: Bahnstrecke Schnabelwaid–Bayreuth）はドイツ連邦共和国バイエルン州シュナーベルヴァイトとバイロイトを結ぶ単線鉄道である。

## 沿線概況
シュナーベルヴァイト - バイロイト線は起点駅でニュルンベルク - ヘプ線から離れて赤マイン川及び国道B2・B85と共に北の方向に並行する。クロイツシュタイン分岐点では旧バイロイト - ホルフェルト線が合流し、東側よりヴァイデン方向の線路が接近して、分岐器なしでこの路線と並行する。列車がバイロイト中央駅に到着すると、終着駅でヴァルメンシュタイナッハ及びノイエンマルクト＝ヴィルスベルク方面の路線が続く。

## 歴史
「フィヒテール山地鉄道（Fichtelgebirgsbahn）」は、バイロイトとニュルンベルクを直接に鉄道で結ぶために、ノイエンマルクト方面の分岐線と接続することとなった。この路線は1877年7月15日にニュルンベルク - シュナーベルヴァイト区間とともに開通された。当時の分岐線シュナーベルヴァイト - マルクトレドヴィッツ区間とマルクトレドヴィッツ - ホーレンブルン区間は10か月後開業された。今日ではシュナーベルヴァイト - マルクトレドヴィッツ区間は、この路線に比べると重要である。
1945年4月12日列車運行は終戦協商の結果でシュナーベルヴァイト - バイロイト区間を含めて中止された。その前に列車は戦闘機地上攻撃のため、夜間のみに通行していた。列車運行は同年6月8日にバイロイト - ペグニッツ区間に再開された。

## 運行形態
- 快速列車（RE30/RE32）: ニュルンベルク - ペグニッツ - バイロイト（- ノイエンマルクト＝ヴィルスベルク - リヒテンフェルス - バンベルク）[6]。